# Жигарев, Игорь Александрович
Жигарев Игорь Александрович (род. 7 октября 1960, Москва) — советский и российский учёный-эколог, биолог, зоолог. Заведующий кафедрой зоологии и экологии (2005-наст. время) Института биологии и химии Московского педагогического государственного университета. Профессор (2008), доктор биологических наук (2006).
Автор статей, энциклопедий и учебников.

## Биография
Родился в Москве 7 октября 1960 года.

### Образование
В 1978 окончил московскую школу № 679.
В 1983 году с отличием окончил биолого-химический факультет Московского государственного педагогического института им. В. И. Ленина (с 1990 г. — Московский педагогический государственный университет) по специальности биология и химия. Во время учёбы был Ленинским стипендиатом. Победитель и призёр Всесоюзных студенческих олимпиад по биологии.
Участник многих экспедиций, начиная со школьной скамьи (Валдайский научный стационар Института географии АН СССР, Кавказ, Туркмения, Киргизия, Азербайджан, Таджикистан, Северная Америка, Мексика, Непал и другие).
С 1983 по 1986 год обучался в аспирантуре кафедры зоологии и дарвинизма МГПИ (с 1990 года — кафедра зоологии и экологии).
В 1990 году защитил в диссовете ИЭМЭЖ им. А. Н. Северцова АН СССР кандидатскую диссертацию (научный руководитель — профессор Михеев Алексей Васильевич).
С 1992 по 1994 года обучался в докторантуре кафедры зоологии и экологии МПГУ.
В 2006 году защитил докторскую диссертацию на тему «Организация и устойчивость рекреационных сообществ» (научный руководитель — профессор Чернова Нина Михайловна).

### Научная и педагогическая работа
С 1983 года работает на кафедре зоологии и экологии МПГУ: ассистентом, старшим преподавателем, доцентом, профессором. С 2005 года заведующий кафедрой зоологии и экологии МПГУ.
С 1993 по 2003 года в МНЭПУ по совместительству работал на кафедре биоэкологии экологического факультета. Лучший преподаватель года МНЭПУ, 1998 г. С 1995 по 2002 г. первый директор Американо-российского бизнес института (АРБИ) при МНЭПУ.
Читает курсы общей экологии в Институте проблем устойчивого развития РХТУ им. Д. И. Менделеева.
Подготовил около 170 дипломников, 5 кандидатов биологических наук. Среди учеников — Алпатов В. В., Захаров К. В., Нуриманова Е. Р., Подтуркин А. А., Рахчеева М. В.
Разработал концепцию организации и устойчивости нарушенных биологических систем. Большой цикл работ связан с экологией млекопитающих и птиц, в том числе охотничьих, а также влиянием рекреационной дигрессии на растительность и животный мир. Автор более 180 публикаций, нескольких монографий, учебников и учебных пособий для высшей и средней школы, в том числе из Федерального перечня учебников Министерства просвещения РФ, а также с грифами УМО и министерств РФ. Под его редакцией вышло несколько сборников научных статей. В настоящее время продолжает развивать экологические исследования. Разрабатывает подходы и концепции экологического образования в средней и высшей школе. Руководит коллективом сотрудников, аспирантов и студентов, продолжая традиции научных школ профессоров С. П. Наумова, А. В. Михеева и Н. М. Черновой.

## Награды, премии и звания
- 2001 — Почётное звание «Почётный работник сферы воспитания детей и молодежи Российской Федерации» Министерства образования и науки Российской Федерации.
- 2001 — Знак Министерства образования РФ «За развитие научно-исследовательской работы студентов»
- Почётные грамоты: Правительства Москвы, 2017; Департамента Росприроднадзора по Центральному федеральному округу, 2014; Министерства природных ресурсов Оренбургской области, 2017; Ученого совета МПГУ, 2012
- Лауреат конкурса «Грант Москвы» в области естественных наук, 2001, 2002 и 2003
- Диплом лауреата конкурса им В. И. Вернадского, I место за учебник, 2015
- Диплом МПГУ лауреата 1 степени конкурса на лучшую научную работу, 2001
- Награждён медалью К. А. Тимирязева за большой личный вклад в развитие аграрной науки и образования, 30.05.2011
- Медаль «150 лет со дня рождения В. И. Вернадского» 08.11.2013
- Благодарность руководителя Федерального агентства научных организаций (ФАНО) М. М. Котюкова за большой вклад в проведение оценки результативности деятельности научных организаций, подведомственных ФАНО России, выполняющих научно-исследовательские, опытно-конструкторские и технологические работы гражданского назначения, 2018.Первая почвенно-зоологическая конференция памяти Н. М. Черновой (Москва, 2025)

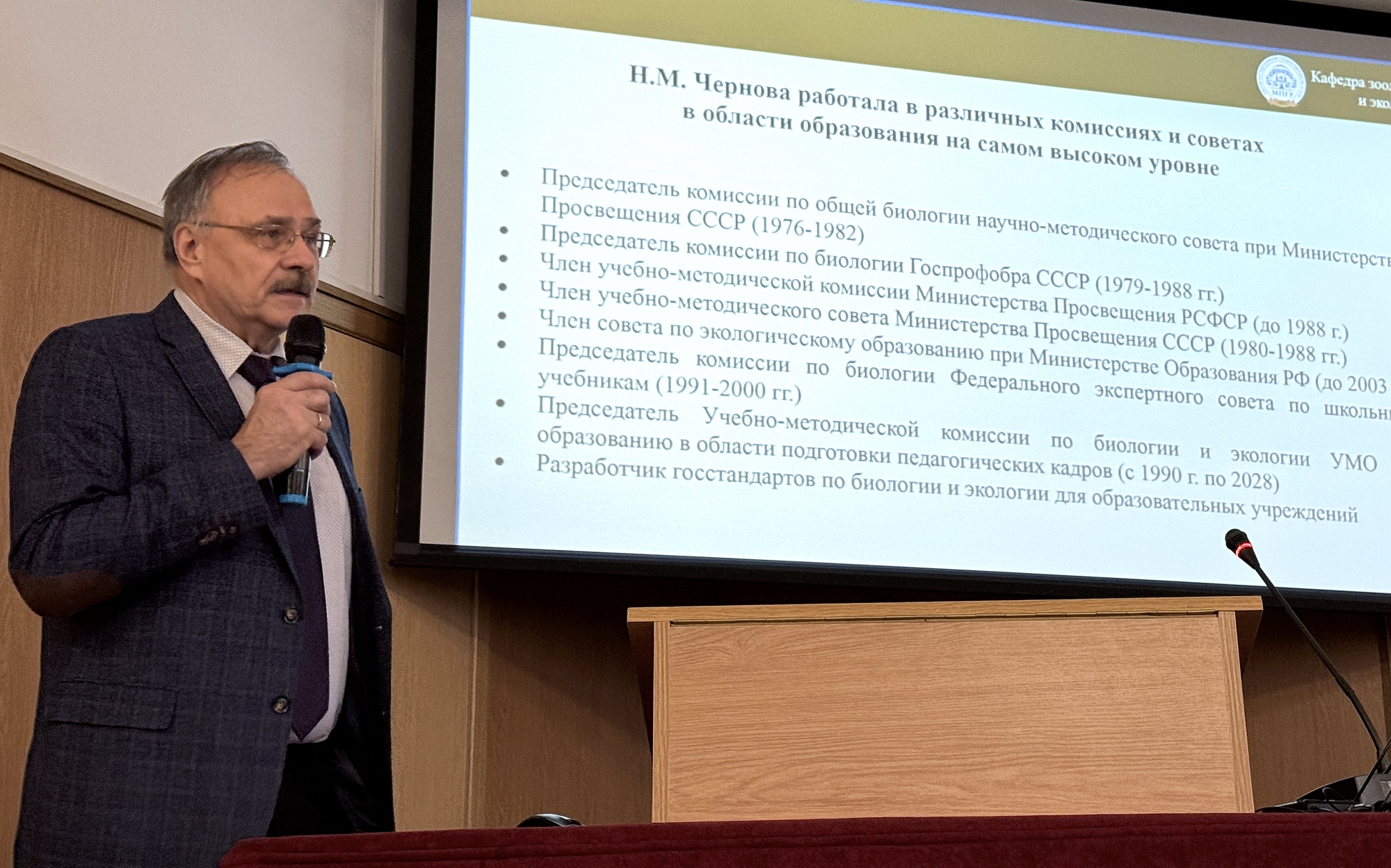
Первая почвенно-зоологическая конференция памяти Н. М. Черновой (Москва, 2025)

## Членство в организациях

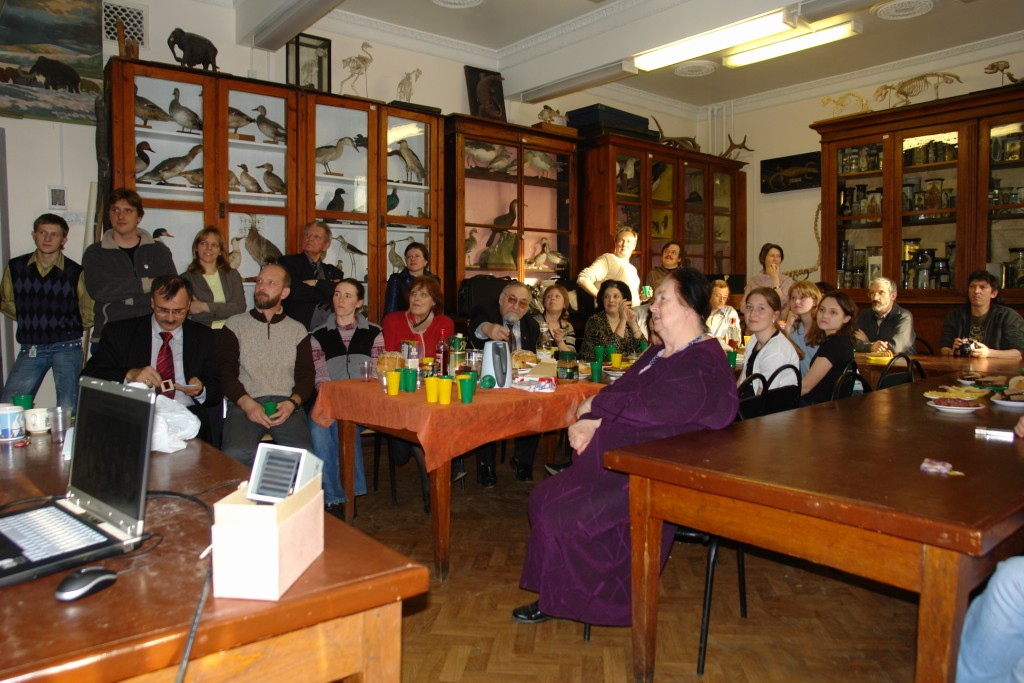
На кафедре, 2009

- Член ученого совета МПГУ (2017—2019)
- Член ученого совета Института биологии и химии МПГУ
- Член Учебно-методического совета МПГУ
- Председатель Учебно-методической комиссии по биологии и экологии УМО по образованию в области подготовки педагогических кадров (2009—2018)
- Председатель Государственных аттестационных комиссий Российского аграрного университета-МСХА им. К. А. Тимирязева ; Российского химико-технологического университета им. Д. И. Менделеева ; Балтийского Федерального университета им. И. Канта .
- Руководитель комиссий и эксперт государственных экологических экспертиз Федеральной службы по надзору в сфере природопользования (Росприроднадзора) (с 2010)
- Эксперт Федеральной службы по надзору в сфере образования и науки (Рособрнадзор) (2004—2009)
- Член Научно-методического совета по биологии ФГБНУ «Федеральный институт педагогических измерений» (ФИПИ)
- Член научного Совета по проблемам экологии биологических систем при РАН
- Член комиссии РАН по сохранению биологического разнообразия;
- Член комиссии по редким и находящимся под угрозой исчезновения видам животных, растений и грибов Минприроды России (секция Млекопитающие);
- Член специализированных Диссертационных советов при МПГУ (2006—2018) и РГАУ-МСХА имени К. А. Тимирязева
- Член редакционных коллегий ряда научных журналов (Nature Conservation Research. Заповедная наука и др.)
- Член Ученого совета Дарвиновского музея
- Член Ученого совета Биологического музея им. Тимирязева[3]

## Основные публикации
Учебники и учебные пособия:
- Экология. 10-11 классы: базовый уровень: учебник / Н. М. Чернова, В. М. Галушин, И. А. Жигарев, В. М. Константинов; под редакцией профессора И. А. Жигарева. — 10-е изд., стер. — Москва: Просвещение, Дрофа, 2022. — 302 с.: ил.; ISBN 978-5-09-088257-6
- Жигарев И. А., Галушин В. М. Экология: методическое пособие к учебнику Н. М. Черновой, В. М. Галушина, И. А. Жигарева В. М., Константинова «Экология. 10—11 классы. Базовый уровень» — М.: Дрофа, Просвещение, 2013, 2017, 2022. — 182 с. ISBN 978-5-09-091130-6.
- Жигарев И. А., Пономарёва О. Н., Чернова Н. М. Основы экологии. Сборник задач, упражнений и практических работ. 10 (11) класс. — М.: Дрофа, 2001, 2003, 2007, 2011. 1-4-е издание. 207 с. ISBN 978-5-358-02036-8
- Теремов А. В., Жигарев И. А. Биология. 8 класс: учебник. — М.: БИНОМ. Лаборатория знаний, 2018, 2019. — 304 с.: цв. ил.; ISBN 978-5-9963-4650-9 — М.: Просвещение, 2021. — 303 с.; ISBN 978-5-09-085255-5
- Пурышева Н. С., Пятунина С. К., Винник М. А., Петросова Р. А., Теремов А. В., Кутузова Н. М., Жигарев И. А. Естествознание. Учебник для 11 класса общеобразовательных организаций. М.: Национальный книжный центр. 2014. 368 с.
- Константинов В. М., Галушин В. М., Жигарев И. А., Челидзе Ю. Б. Рациональное использование природных ресурсов и охрана природы. Учебное пособие для студ.высш.учеб.заведений.- М.: Издательский центр «Академия», 2009. — 272 с. ISBN 978-5-7695-4682-2
- Бутьев В. Т., Дерим-Оглу Е. Н., Жигарев И. А., Константинов В. М., Куприянова И. Ф., Михеев А. В., Резанов А. Г., Шаталова С. П. Позвоночные животные и наблюдения за ними в природе. Учебное пособие для студентов биол. фак. пед. вузов. — 1-2-е изд., М.: «Академия», 1999, 2000. 200с. ISBN 5-7695-0691-1
- Жигарев И. А. Рабочая тетрадь к «Основам экологии, 9». Пособие для учащихся общеобразовательных учреждений. М. «Просвещение», 1997, 80 с. ISBN 5-09-007684-7
- Константинов В. М., Шаталова С. П., Жигарев И. А., Бутьев В. Т., Бабенко В. Г., Шубин А. О. Лабораторный практикум по зоологии позвоночных: Учебное пособие для студ. высш. пед. учеб. заведений. /- 1-3-е изд. — М.: «Академия», 2001, 2002, 2004. — 272 с. ISBN 5-7695-1688-7
- Жигарев И. А. 350 задач и ответов по экологии. М.: МПГУ, 2001. 119 с. ISBN 5-7042-1091-0

Статьи и монографии:
- I. A. Zhigarev, D. I. Zhigarev, V. V. Alpatov, V. V. Lapkovsky, V. M. Malygin, S. V. Simak. Protein Polyacrylamide Gel Electrophoresis as a Common Vole Sibling Species Identification Method (Microtus arvalis PALLAS, 1779 and M. rossiaemeridionalis OGNEV, 1924 (Rodentia, Cricetidae)) // Biology Bulletin, 2019, Vol. 46, No. 4, pp.353-360. DOI: 10.1134/S1062359019030154
- I.A. Zhigarev, V.V. Alpatov, V.A. Babikov, A.O. Shchukin, E.V. Kotenkova Reaction of Bank Voles (Myodes glareolus Schreber, 1780) to Traps with the Odor of Synanthropic House Mice (Mus musculus s.l.) (Mammalia: Rodentia): A Field Experiment// Biology Bulletin, 2018, Vol. 45, No. 10, pp. 1269—1275. DOI: 10.1134/S1062359018100278
- Borisov Y.M., Zhigarev I.A. B Chromosome System in the Korean Field Mouse Apodemus peninsulae Thomas 1907 (Rodentia, Muridae). Genes. 2018; v. 9. N 10:472. p. 1-12. doi:10.3390/genes9100472
- Yu. M. Borisov, I. A. Zhigarev, B. I. Sheftel B Chromosomes of Korean Mice (Apodemus peninsulae Thomas, 1907 (Rodentia, Muridae)) on the Eastern Slopes of the Qinghai-Tibet Plateau (China) //Russian Journal of Genetics, 2020, Vol. 56, No. 10, pp. 1241—1245. DOI: 10.1134/S1022795420090033
- Borisov YM, Abramov SA, Borisova MY, Zhigarev IA The occurrence of dot-like micro B chromosomes in Korean field mice Apodemus peninsulae from the shore of the Teletskoye Lake (Altai Mountains). // Comparative Cytogenetics, 2020, 14(1): 97-105. doi.org/10.3897/CompCytogen.v14i1.47659
- Zhigarev I.A. Effects of recreation on breeding and mortality of rodents in southern Moscow region // Zool. Zhurnal. 1997. Т. 76. № 2. С. 222—223.
- Жигарев И. А. Оценка стабильности численности популяций мелких млекопитающих // Доклады Академии наук «Общая биология», 2005, Т.403, № 6. С. 843—846. doi.org/10.1007/s10630-005-0120-z
- Жигарев И. А. Мелкие млекопитающие рекреационных и естественных лесов Подмосковья (популяционный аспект). Монография. — М.: Прометей, 2004. 232 с. ISBN 5-7042-1488-6
- Жигарев И. А. Локальная плотность и индивидуальные участки рыжей полевки (Clethrionomys glareolus) в условиях южного Подмосковья // Зоол. журн, 2005. Т. 84, № 6. С. 719—727
- Жигарев И. А. Закономерности рекреационных нарушений фитоценозов // Успехи совр. биологии. Т. 113, вып.5. 1993.С.564-575.
- Жигарев И. А. Изменение плотности населения мышевидных грызунов под влиянием рекреационного пресса на юге Подмосковья // Зоол.журн. 1993. Т.72. Вып.12. С. 117—137.
- Жигарев И. А. Подходы к изучению животного населения в рекреационных лесных биоценозах // Научные чтения памяти профессора В. В. Станчинского. Изд-во СГПУ. Смоленск. 2004. С. 135—140.
- Жигарев И. А. Нарушения и видовое богатство сообществ. Эффект «высвобождения ресурсов нарушением». Научные труды МПГУ — М.: «Прометей», 2007. С. 339 −350.
- Мосалов А. А., Жигарев И. А., Пятунина С. К. Николай Константинович Кольцов и становление биологического образования в МВЖК-МГПИ-МПГУ // Наука и школа, 2017, № 5, С. 44-54.